# Бегімбет
Бегімбе́т (каз. Бегімбет) — село у складі Шалкарського району Актюбінської області Казахстану. Адміністративний центр Айшуацького сільського округу.
Населення — 1597 осіб (2021; 1703 у 2009, 2418 у 1999, 2244 у 1989).